# دانيل مودير
دانيال ريتشارد مودر (من مواليد 31 يناير 1969) هو مصور سينمائي أمريكي معروف بعمله في أفلام مثل سر في عيونهم والمكسيكي واليراعات في الحديقة. وهو متزوج من الممثلة جوليا روبرتس، حصل على ترشيح لجائزة الإيمي برايم تايم عن تصويره السينمائي في الفيلم التلفزيوني القلب العادي.
الحياة المبكرة والتعليم تحرير
```
وُلد مودر في لوس أنجلوس، كاليفورنيا للمنتج مايك مودير وباتريشيا آن واتز. لديه أربعة أشقاء. تخرج مودر من مدرسة سانت مونيكا الثانوية عام 1987 وحصل على شهادة في علم النفس من جامعة كولورادو بولدر عام 1992. [1]
```

تحرير الوظيفي
```
بدأ Moder حياته المهنية كمساعد إنتاج في فيلم الحركة لعام 1995 Crimson Tide. في العام التالي، عمل على تصوير فيلم الدراما الرياضية The Fan عام 1996. منذ ذلك الحين، عمل في قسم الكاميرا والكهرباء في أفلام مثل The Brave و Enemy of the State و The Big Tease و Tuesday مع Morrie. ظهر لأول مرة كمصور سينمائي في الفيلم الكوميدي القصير Kid Quick. كمصور سينمائي، عمل منذ ذلك الحين في أفلام مثل Grand Champion و Border و The Hit و Fireflies in the Garden و Jesus Henry Christ و Highland Park و Plush و The Normal Heart و Secret in their Eyes. عمل مودر أيضًا في عدد من الأفلام القصيرة كمصور سينمائي. يواصل متابعة وظائفه في قسم الكاميرا والكهرباء بأفلام مثل The Mexican و Full Frontal و Mona Lisa Smile و Mr. & Mrs Smith و Friends with Money و Spider-Man 3.
```

تحرير الحياة الشخصية
```
تزوج مودر من فيرا ستيمبيرج من 1997 إلى 2002. التقى بزوجته الثانية، الممثلة جوليا روبرتس، في موقع تصوير فيلمها المكسيكي في عام 2000. بعد طلاقه من ستيمبرج، تزوج هو وروبرتس في 4 يوليو 2002، [2] في حفل صغير في مزرعتها في تاوس، نيو مكسيكو. [3] لديهم ثلاثة أطفال: توأمان، ابنة هازل باتريشيا، وابن فينوس والتر، ولد في 28 نوفمبر 2004، [4] وابن آخر، هنري دانيال، من مواليد 18 يونيو 2007. [5]
```

```
وهو هندوسي ممارس. [6] [7]
```

تحرير فيلموغرافيا
```
فيلم
ملاحظات الفيلم العام
1995 مساعد إنتاج Crimson Tide
1996 محمل كاميرا المروحة
1997 محمل الكاميرا الشجاع
1998 عدو الدولة المساعد الثاني للكاميرا
1999 كاميرا Big Tease الإضافية المساعد
1999 الثلاثاء مع كاميرا Morrie Second Assistant
2000 Jerks مساعد أول كاميرا
2000 Lucky Numbers الكاميرا المساعدة الثانية
2000 طفل مصور سينمائي سريع
2001 الكاميرا المكسيكية المساعد [8]
2002 مساعد إنتاج الرمال
2002 المصور السينمائي جراند تشامبيون
2002 كاميرا أمامية كاملة مساعد أول
2003 Mona Lisa Smile مدير التصوير: الوحدة الثانية [8]
2004 مشغل الكاميرا المنسي
2004 المصور السينمائي في أكاديمية سان كريستوبال رانش السينمائية
2005 السيد والسيدة سميث مشغل الكاميرا
2005 المرح مع مشغل كاميرا ديك وجين (غير معتمد)
2006 مشغل كاميرا Freedomland
2006 أصدقاء مع مشغل كاميرا المال
2006 مشغل كاميرا ديجا فو
2007 مشغل كاميرا سيرافيم فولز
2007 مشغل كاميرا Spider-Man 3
2007 مصور سينمائي عن الحدود
2007 المصور السينمائي
2007 المصور السينمائي Kopper Kettle
2008 اليراعات في الحديقة السينمائية
2009 جريس المصور السينمائي
2010 180 درجة مصور سينمائي جنوبي
2010 في الأحلام أدير المصور السينمائي البري
2011 السيد المسيح هنري كريست المصور السينمائي
2013 هايلاند بارك مصور سينمائي
2013 مصور سينمائي أفخم
2013 المصور السينمائي الهجرة الحضرية
2015 سر في عيونهم المصور السينمائي
2015 مشغل كاميرا بوينت بريك
2016 أرضية الجنة تصوير إضافي
2018 إيبيزا السينمائي
2021 المصور السينمائي يوم العلم
التلفاز
ملاحظات عنوان العام
2011 Extraordinary Moms فيلم تلفزيوني، مصور سينمائي
2014 فيلم The Normal Heart Television ، مصور سينمائي
2016 حلقة مملكة الحيوان: «طيار»، مصور سينمائي
2016 The Last Tycoon Television Pilot
2019 ديد تو مي المصور السينمائي
الجوائز والترشيحات تحرير
```

```
نتيجة العمل فئة العام الجائزة
جوائز Primetime Emmy لعام 2014 التصوير السينمائي المتميز لمسلسل قصير أو فيلم [9] تم ترشيح القلب الطبيعي
تم ترشيح جائزة OFTA التلفزيونية لعام 2014 لأفضل تصوير سينمائي في غير مسلسل القلب الطبيعي
تحرير المراجع
```

```
^ «دانيال مودر». شجونه.
^ «زفاف داني مودر وجوليا روبرتس». دليل العروس المشاهير. 4 يوليو 2004. مؤرشفة من الأصلي في 12 فبراير 2009. تم الاسترجاع 24 يوليو، 2016.
^ «مخبأ العروس». اشخاص. 11 يوليو 2002. تم الاسترجاع 24 يوليو، 2016.
^ فولر، بوني (28 نوفمبر 2010). «عيد ميلاد سعيد، هازل وفينيوس مودر!». هوليوودلايف.
^ «جوليا روبرتس ترحب بطفل رضيع». اشخاص. 18 يونيو 2007.
^ «أنا هندوسي ممارس: جوليا». الهندوس. PTI. 2010-08-07. ISSN 0971-751X. تم الاسترجاع 2021-06-13.
^ «أنا هندوسي ممارس: جوليا روبرتس». الأوقات الاقتصادية. تم الاسترجاع 2021-06-13.
^ أ ب IMDB
^ «المرشحون والفائزون بجوائز إيمي الـ 65». إيمي. 2014.
```